# Afchars
Cet article concerne le peuple afchar. Pour la langue afchar, voir Afchar (langue).

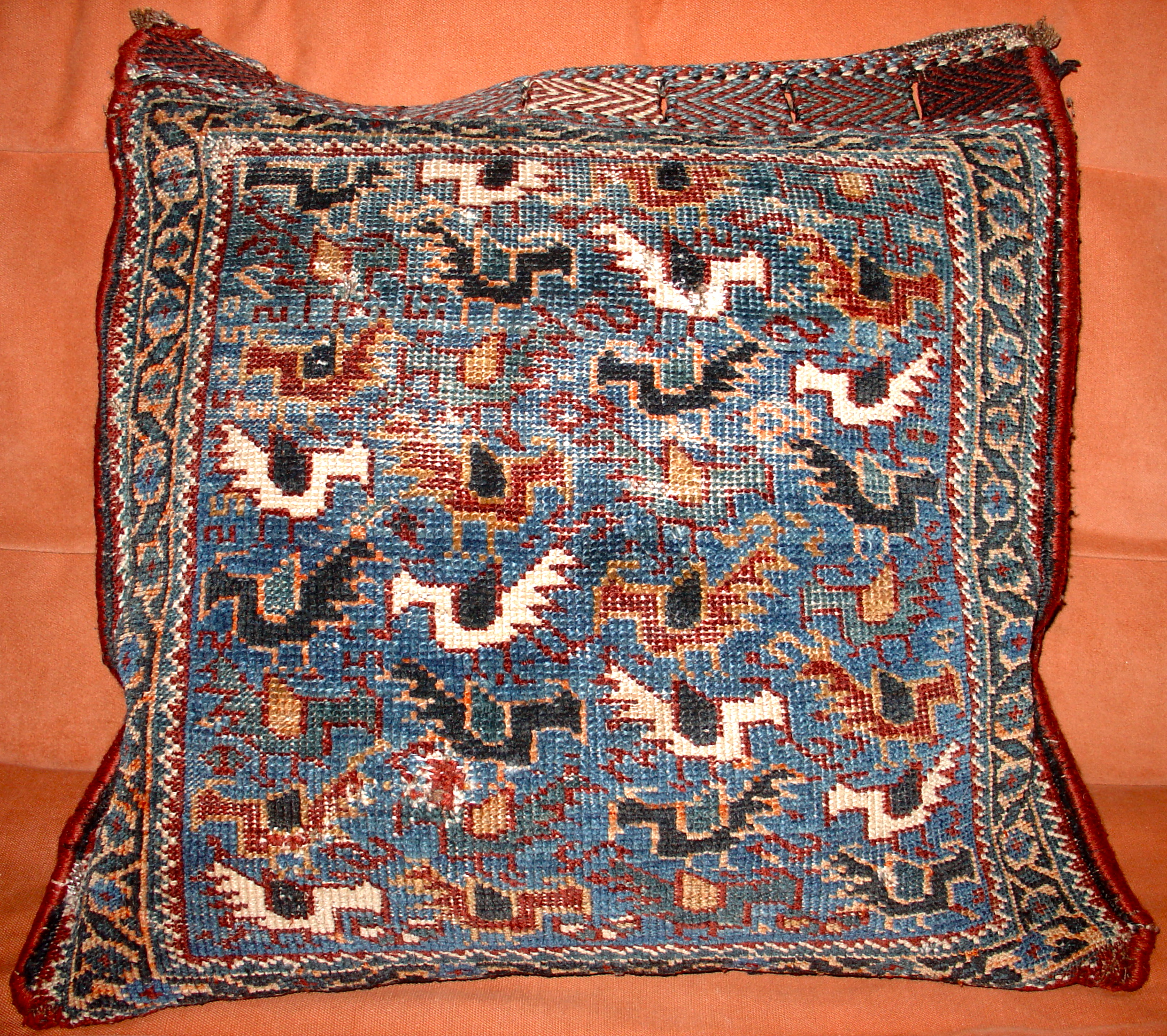
Sac afchar transformé en coussin

Les Afchars (ou Afshars) sont un des peuples turciques les plus répandus en Iran. Ils sont très nombreux en Azerbaïdjan, au Khorassan, à Kerman, au Khouzistan, à Veramin, Zandjan, Hamadan et Mazandéran.
Selon les historiens, Afchar est le nom du fils aîné de Yıldız Khan, le troisième fils du presque légendaire Oğuz Khan. Afchar signifie soit « chasseur habile », soit « celui qui liquide une affaire promptement ». L'origine des Afchars remonte à un groupe de tribus des Oghouzes. Sous la direction de Choumla (1148 – 1174), ils gagnèrent de l'influence sur le Khouzestan.
L'avènement des Séfévides au début du XVIe siècle correspond à une montée en puissance des Afchars en Iran. Ils constituaient une des sept tribus de la fédération Qizilbash qui joua un rôle très important lors de la prise du trône par Chah Ismail, le fondateur de la dynastie des Séfévides (1487- 1524). Ismail nomma les chefs des tribus Kizilbash comme baillis de ses différentes provinces.